# Gran Premio dell'Autodromo
Il Gran Premio dell'Autodromo e stato una corsa automobilistica di velocità in circuito, disputato in Italia, all'Autodromo di Monza, tra il 1926 e il 1953.

## Albo d'oro
Albo d'oro dei vincitori della corsa.
| Anno                       | Categoria          | Circuito | Vincitore                   | Vettura    | Resoconto |
| Gran Premio di Milano      |                    |          |                             |            |           |
| -------------------------- | ------------------ | -------- | --------------------------- | ---------- | --------- |
| 1926                       | Formula Grand Prix | Monza    | Bartolomeo "Meo" Costantini | Bugatti    | Resoconto |
| 1927                       | Formula Grand Prix | Monza    | Pietro Bordino              | Fiat       | Resoconto |
| Gran Premio di Monza       |                    |          |                             |            |           |
| 1927                       |                    | Monza    | Alfonso Zampieri            | Amilcar    |           |
| 1929                       | Formula Grand Prix | Monza    | Achille Varzi               | Alfa Romeo | Resoconto |
| 1930                       | Formula Grand Prix | Monza    | Achille Varzi               | Maserati   | Resoconto |
| 1931                       | Formula Grand Prix | Monza    | Luigi Fagioli               | Maserati   | Resoconto |
| 1932                       | Formula Grand Prix | Monza    | Rudolf Caracciola           | Alfa Romeo | Resoconto |
| 1933                       | Formula Grand Prix | Monza    | Marcel Lehoux               | Bugatti    | Resoconto |
| Gran Premio di Milano      |                    |          |                             |            |           |
| 1938                       | Formula Grand Prix | Monza    | Emilio Villoresi            | Alfa Romeo | Resoconto |
| Gran Premio dell'Autodromo |                    |          |                             |            |           |
| 1948                       | Formula Grand Prix | Monza    | Jean-Pierre Wimille         | Alfa Romeo | Resoconto |
| 1949                       | Formula 2          | Monza    | Juan Manuel Fangio          | Ferrari    | Resoconto |
| 1950                       | Formula 2          | Monza    | Luigi "Gigi" Villoresi      | Ferrari    | Resoconto |
| 1951                       | Formula 2          | Monza    | Alberto Ascari              | Ferrari    | Resoconto |
| 1952                       | Formula 2          | Monza    | Giuseppe "Nino" Farina      | Ferrari    | Resoconto |
| 1953                       | Formula 2          | Monza    | Luigi "Gigi" Villoresi      | Ferrari    | Resoconto |

## Edizioni

### 1926
Monza - 12 settembre 1926 - I Gran Premio di Milano
Ordine d'arrivo
1. Bartolomeo Costantini (Bugatti)
2. Jules Goux (Bugatti)
3. Arturo Farinotti  (Bugatti)

Giro veloce
 Bartolomeo Costantini (Bugatti)

### 1927
Monza - 26 giugno 1927 - I Gran Premio di Monza
Ordine d'Arrivo
1. Achille Varzi (Alfa Romeo)
2. Tazio Nuvolari (Talbot)
3. August Momberger (Mercedes-Benz)

Giro veloce
 Alfieri Maserati (Maserati)
Monza - 4 settembre 1927 - II Gran Premio di Milano
Ordine d'Arrivo
1. Pietro Bordino (Fiat)
2. Giuseppe Campari (Alfa Romeo)
3. Aymo Maggi (Bugatti)

Giro veloce
 Pietro Bordino (Fiat)

### 1929
Monza - 15 settembre 1929 - II Gran Premio di Monza
Ordine d'Arrivo
1. Achille Varzi (Alfa Romeo)
2. Tazio Nuvolari (Talbot)
3. August Momberger (Mercedes-Benz)

Giro veloce
 Alfieri Maserati (Maserati)

### 1930
Monza - 7 settembre 1930 - III Gran Premio di Monza
Ordine d'Arrivo
1. Achille Varzi (Maserati)
2. Luigi Arcangeli (Maserati)
3. Ernesto Maserati (Maserati)

Giro veloce
 Achille Varzi (Maserati)

### 1931
Monza - 6 settembre 1931 - IV Gran Premio di Monza
Ordine d'Arrivo
1. Luigi Fagioli (Maserati)
2. Mario Umberto Borzacchini (Alfa Romeo)
3. Achille Varzi (Bugatti)

Giro veloce
 Achille Varzi (Bugatti)

### 1932
Monza - 11 settembre 1932 - V Gran Premio di Monza
Ordine d'Arrivo
1. Rudolf Caracciola (Alfa Romeo)
2. Luigi Fagioli (Maserati)
3. Tazio Nuvolari (Alfa Romeo)

Giro veloce
 Tazio Nuvolari (Alfa Romeo)

### 1933
Monza - 10 settembre 1932 - VI Gran Premio di Monza
Ordine d'Arrivo
1. Marcel Lehoux (Bugatti)
2. Guy Moll (Alfa Romeo)
3. Felice Bonetto (Alfa Romeo)

Giro veloce
1. Guy Moll (Alfa Romeo)

### 1938
Monza - 11 settembre 1938 - III Gran Premio di Milano
Ordine d'Arrivo
1. Emilio Villoresi (Alfa Romeo)
2. Francesco Severi (Alfa Romeo)
3. Armand Hug (Maserati)

Giro veloce
 Raymond Sommer (Alfa Romeo)

### 1948
Monza - 17 ottobre 1948 - I Gran Premio dell'Autodromo
Ordine d'Arrivo
1. Jean-Pierre Wimille (Alfa Romeo)
2. Carlo Felice Trossi (Alfa Romeo)
3. Consalvo Sanesi (Alfa Romeo)

Giro veloce
 Consalvo Sanesi (Alfa Romeo)

### 1949
Monza - 29 maggio 1949 - II Gran Premio dell'Autodromo
Ordine d'Arrivo
1. Juan Manuel Fangio (Ferrari)
2. Felice Bonetto (Ferrari)
3. Alberto Ascari (Ferrari)

Giro veloce
 Juan Manuel Fangio (Ferrari)

### 1950
Monza - 28 maggio 1950 - III Gran Premio dell'Autodromo
Ordine d'Arrivo
1. Gigi Villoresi (Ferrari)
2. Alberto Ascari (Ferrari)
3. Dorino Serafini (Ferrari)

Giro veloce
 Gigi Villoresi (Ferrari)

### 1951
Monza - 13 maggio 1951 - IV Gran Premio dell'Autodromo
Ordine d'Arrivo
1. Alberto Ascari (Ferrari)
2. Gigi Villoresi (Ferrari)
3. Stirling Moss (HWM)

Giro veloce
 Alberto Ascari (Ferrari)

### 1952
Monza - 8 giugno 1952 - V Gran Premio dell'Autodromo
Ordine d'Arrivo
1. Nino Farina (Ferrari)
2. André Simon (Ferrari)
3. Rudolf Fischer (Ferrari)

Giro veloce
 Nino Farina (Ferrari)

### 1953
Monza - 29 giugno 1953 - VI Gran Premio dell'Autodromo
Ordine d'Arrivo
1. Gigi Villoresi (Ferrari)
2. Felice Bonetto (Lancia)
3. Nino Farina (Ferrari)

Giro veloce
 Nino Farina (Ferrari)